# Andreu Bosch i Canals
Andreu Bosch i Canals   (Sarrià, 1881 - Barcelona, 19 de desembre de 1966) fou un pintor i dibuixant català que destacà com a paisatgista.

## Biografia
Era fill del mestre d'obres Andreu Bosch i Menós, natural de Barcelona, i de Bonaventura Canals i Armengol, natural de Coll de Nargó (Alt Urgell).
Els seus estudis en la pintura no començaren fins al 1913, quan entrà a l'escola de la Llotja per a rebre lliçons de pintura. Va ser aquí on, el seu professor, Modest Urgell, l'orientà cap al paisatgisme. Les primeres pintures de Bosch Canals van agafar un aire i un estil urgellenc pur i indiscutible. Aquest fet queda palès tant a les seves pintures com a les crítiques rebudes. Per exemple a La Publicitat, amb motiu de l'Exposició del 1929 a les Galeries Dalmau, llegim que "Bosch Canals tenia uns quants paisatges, resolts segons la fórmula flotant i malencòlica que Modest Urgell posà en circulació amb tanta fortuna ara fa cinquanta anys". Un altre exemple és el de El Noticiero Universal, en el que fent referència a l'Exposició celebrada a les Galeries Laietanes en el 1931, escrivia que la pintura de Bosch Canals està, "ambientada en el romanticismo del año setenta, con sus atardeceres nebulosos y melancolías crepusculares del que fue precursor Modest Urgell. Bosch Canals va freqüentar la Llotja barcelonina entre els anys 1913 i 1917, juntament amb Puig Perucho, Darius Vilàs i d'altres, amb qui va establir una forta amistat. També mantingué una forta amistat amb Feliu Elias i Bracons. Amb el temps, sense apartar-se completament de l'estela d'Urgell, anà introduint en les seves pintures una gamma cromàtica més càlida i vivaç. Entre els anys 1929 i 1936 és dedicà per complet a la pintura. Amb la guerra l'any 1936 Andreu Bosch deixà d'exposar tot i que mai no va deixar de produir obres. Finalment i després d'un llarg període d'inactivitat l'any 1953 tornà a exposar. Va ser a partir de l’exposició de l’any 1953 a la Sala Pallarés, que els crítics van oblidar definitivament la seva procedència artística sorgida de les lliçons preses del mestre Urgell, i començaren a destacar altres característiques com l'ús del color. L'any 1958 el polifacètic Néstor Luján, que també era valorat com a crític d'art, escrivia a El Noticiero Universal que Bosch Canals "representa la normalidad de una tradición conservadora tenazmente mantenida. A través de sus obras, la fidelidad de Bosch Canals a un momento de nuestro arte de histórica solidez".
Andreu Bosch mai no va buscar la fama, era un artista més aviat discret,tot i això, feu diverses exposicions a les sales més importants de la ciutat. La unanimitat positiva de les crítiques que rebé demostra la qualitat artística del pintor. Consten un total de 26 crítiques als diaris més importants de l'època com ara el Diario de Barcelona, El Noticiero Universal, El Matí, La Publicitat, El Correo Catalán, La Noche o La Vanguardia. Potser, un dels factors que podrien haver contribuït a la poca difusió del nom de Bosch Canals com a pintor, podria ser la l'escassa producció del conjunt de la seva obra; n'hi ha 276 de documentades. Una xifra que queda lluny de la d'altres pintors més prolífics. Quasi la meitat dels seus quadres foren regalats a amics o familiars.
Fou assidu de les Exposicions Oficials de Belles Arts celebrades a Barcelona (des del 1918). També exposà individualment a Barcelona entre els anys vint i trenta, a les Galeries Dalmau (1929), les Galeries Laietanes (1929, 1931, 1933, 1936) i la Sala Gaspar (1936). Després de la guerra reprengué les exposicions a les Galeries Pallarès (1953, 1955) i La Pinacoteca (1958, 1960).